# Abtei Saint-Maur de Glanfeuil

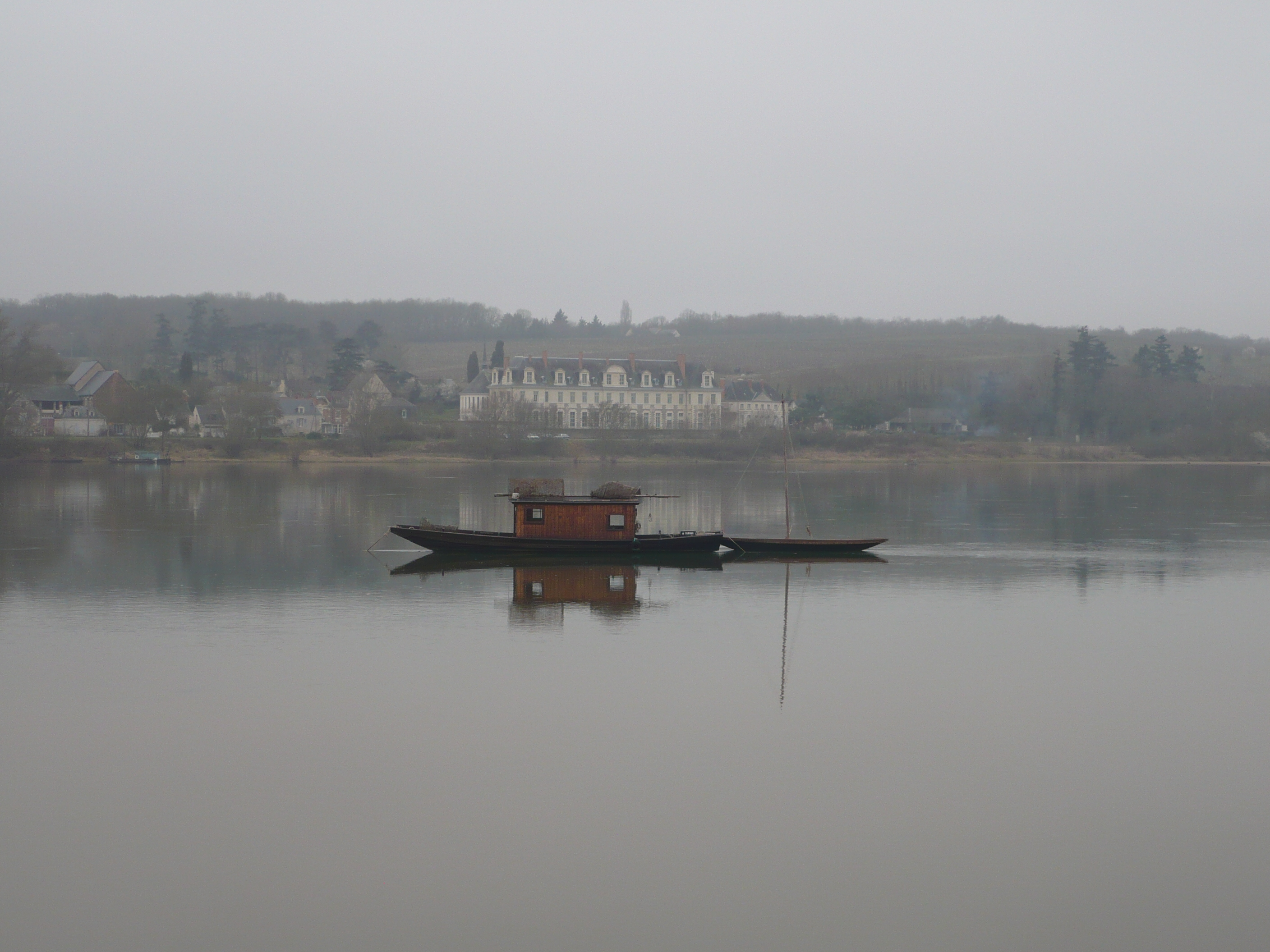
Saint-Maur de Glanfeuil

Die ehemalige Abtei Saint-Maur de Glanfeuil (auch Abtei Saint-Maur-sur-Loire) befindet sich im Ortsteil Saint-Maur-sur-Loire von Le Thoureil im französischen Département Maine-et-Loire am linken Ufer der Loire zwischen Saumur und Angers. Sie wurde im 9. Jahrhundert gegründet und 1908 aufgelöst.

## Gründungslegende
Nach einem legendären Bericht, der Faustus zugeschrieben wird, einem Schüler Benedikt von Nursias, sandte Innocentius, Bischof von Le Mans, seinen Vikar Adenard zur Abtei Montecassino, damit Benedikt einige Mönche nach Gallien schicke. Benedikt suchte zwölf Mönche aus, darunter Maurus und Faustus. Maurus gründete die Abtei Glanfeuil als erste Benediktinerabtei in Gallien. Diese Legende basiert zum Teil auf dem Bericht Maurus‘ im Dialogus Gregors des Großen.
Die heutige Auffassung ist, dass Maurus eine historische Persönlichkeit ist, die Vita des Faustus hingegen eine Erfindung des Odo von Glanfeuil, Abt von Saint-Maur des Fossés aus der Zeit um 868.

## Geschichte
Es gibt keine zuverlässigen Berichte zur ursprünglichen Gründung der Abtei Glanfeuil. Ausgrabungen vom Ende des 19. Jahrhunderts enthüllten ein mögliches merowingisches Kloster, das auf den Ruinen einer römischen Villa errichtet wurde. Die erste Erwähnung Glanfeuils stammt aus der Mitte des 8. Jahrhunderts, als es im Besitz von Gaidulf von Ravenna war, der dessen Ressourcen erschöpfte, bis das Kloster selbst kaum mehr als eine Ruine war
Um 830 war das aufgegebene Kloster im Besitz von Rorgon I., Graf von Maine, möglicherweise durch seine Frau Bilchilde. Gemeinsam gingen sie den Wiederaufbau an. Glanfeuil wurde im Jahre 833 von Kaiser Ludwig dem Frommen Abt Ingelbert von Saint-Pierre-des-Fossés, unterstellt, der einige Mönchen entsandte, darunter Gauzbert, den Bruder des Grafen Rorgon. Ludwigs Kanzler Ebroin, der 839 Bischof von Poitiers wurde, ernannte 844 Gauzlin, den Sohn Gauzberts, zum Abt. Während der Amtszeit von Abt Gauzlin wurden um 845 dann vermeintliche Reliquien des Heiligen Maurus entdeckt. Am 14. Juli 847 bestätigte König Karl der Kahle Ebroin das Besitzrecht an der Abtei, offenbar ohne Aufsicht von Saint-Pierre-des-Fossés, erblich in seiner Familie.
Im Jahr 862 gaben Abt Odo und die Mönche Glanfeuil wegen der Bedrohung durch normannische Angriffe auf und nahmen die Reliquien des hl. Maurus mit. Sie ließen sich in Saint-Pierre-des-Fossés nieder, wo Odo dann zum Nachfolger des verstorbenen Abbot Geoffroi gewählt wurde. „Er gab vor, zur Zeit der Evakuierung von Glanfeuil, eine Vita des Heiligen Maurus, entdeckt zu haben, die von St. Maurs Gefährten Faustus, einem anderen Schüler des Heiligen Benedikt, geschrieben wurde.“ Die Abtei Saint-Pierre wurde aufgrund der Maurus-Reliquien in Saint-Maur-des-Fossés umbenannt. Das ursprüngliche Kloster wurde als befestigtes Priorat von Saint-Maur-des-Fossés wieder aufgebaut, erlangte dann aber 1096 anlässlich einer Passage Papst Urbans II. endgültig seine Selbstständigkeit.
Glanfeuil wurde 1790 während der Revolution aufgelöst. Hundert Jahre später, 1890, wurde es von Louis-Charles Couturier, O.S.B, Abt von Solesmes, im Rahmen seines Programms zur Wiederbelebung des Mönchtums im nachrevolutionären Frankreich wiederbelebt. Im Jahr 1901 mussten die Mönche jedoch aufgrund der antiklerikalen Gesetze der Dritten Französischen Republik Frankreich verlassen. Nachdem sie im belgischen Baronville (heute Teil der Gemeinde Beauraing) vorläufige Zuflucht gefunden hatten, begannen die Mönche, ein dauerhaftes Zuhause zu suchen. Nachdem verschiedene Versuche fehlgeschlagen waren, entschied man sich 1908 schließlich für Clerf in Luxemburg. Die Mönchsgemeinschaft beschloss, das bestehende Kloster aufzulösen und in Clerf das Kloster St. Mauritius und St. Maurus zu gründen.
Die Abtei Glanfeuil wird heute von der O.V.A.L. (Organisation de Vacances, Animations et Loisirs) verwaltet, die hier ein Fortbildungszentrum und eine Ferienkolonie betreibt. Die Anlage steht unter Denkmalschutz. Überreste der Klostergebäude aus dem 12. und 13. Jahrhundert sind erhalten sowie die Westfassade der Abteikirche aus dem 12. Jahrhundert.